# Eurhopalothrix jtl-009
Eurhopalothrix jtl-009 é uma espécie de formiga do gênero Eurhopalothrix, pertencente à subfamília Myrmicinae.